# Thibaudia pachyantha
Thibaudia pachyantha är en ljungväxtart som beskrevs av A. C. Smith. Thibaudia pachyantha ingår i släktet Thibaudia och familjen ljungväxter. Inga underarter finns listade i Catalogue of Life.